# Zaratustra
Zaratustra, também conhecido na versão grega de seu nome Zoroastres ou Zoroastro (Ζωροάστρης Zōroastrēs), foi um profeta e poeta nascido na Pérsia (atual Irão) no século VII a.C. Ele foi o fundador do Masdeísmo ou Zoroastrismo, religião adotada oficialmente pelo Império Aquemênida (558–330 a.C.) que pode ter sido a primeira religião monoteísta ética da história (existem debates acadêmicos inconclusivos sobre o assunto). A denominação grega Ζωροάστρης (Zōroastrēs) significa contemplador de astros, sendo uma corruptela do avéstico Zarathustra (em avéstico:  𐬰𐬀𐬭𐬀𐬚𐬎𐬱𐬙𐬭𐬀, Zaraθuštra; em persa moderno: Zartosht ou زرتشت). O significado do nome é desconhecido, ainda que, certamente, contenha a palavra ushtra (camelo).
Não há consenso acadêmico sobre quando ele viveu. No entanto, a aproximação usando evidências linguísticas e socioculturais permite datar a algum período do II milênio a.C. Tal é feito estimando-se o período em que o idioma avéstico antigo (bem como as línguas proto-indo-iranianas e proto-iranianas anteriores e o sânscrito védico relacionado) foram faladas, o período em que a religião proto-indo-iraniana foi praticada, e a correlação entre a prática funerária descrita nos Gatas com a cultura arqueológica yaz. No entanto, outros estudiosos ainda o datam desde o século VII e VI a.C., como um quase contemporâneo de Ciro, o Grande e Dario I, até ao VI milênio a.C.
O Oxford Dictionary of Philosophy considera Zoroastro como o primeiro filósofo. Zoroastro também foi descrito como o pai da ética, o primeiro racionalista e o primeiro monoteísta (acreditando em apenas um Deus), bem como o primeiro a articular as noções de céu e inferno, julgamento após a morte e livre-arbítrio. A religião fundada por Zoroastro foi a primeira grande religião mundial e teve influência significativa em outros sistemas religiosos e filosóficos, incluindo as religiões abraâmicas, o budismo, o gnosticismo e a filosofia grega. Seus ensinamentos desafiaram as tradições existentes da religião indo-iraniana e inauguraram um movimento que acabou se tornando a religião dominante na antiga Pérsia. Ele falava nativamente o avéstico e morava na parte oriental do planalto iraniano, mas seu local de nascimento exato é incerto.
O zoroastrismo acabou se tornando a religião oficial da Pérsia antiga e suas subdivisões distantes do século VI a.C. ao VII d.C. Zoroastro é creditado com a autoria dos Gatas, bem como dos Iasna Haptangaiti, hinos compostos em seu dialeto nativo, o avéstico antigo, e que constituem o núcleo do pensamento zoroastriano. A maior parte de sua vida é conhecida desses textos. Por qualquer padrão moderno da historiografia, nenhuma evidência pode colocá-lo em um período fixo, e a historização em torno dele pode fazer parte de uma tendência anterior ao século X que historiza lendas e mitos.

## Nascimento e infância de Zaratustra (tradicional)

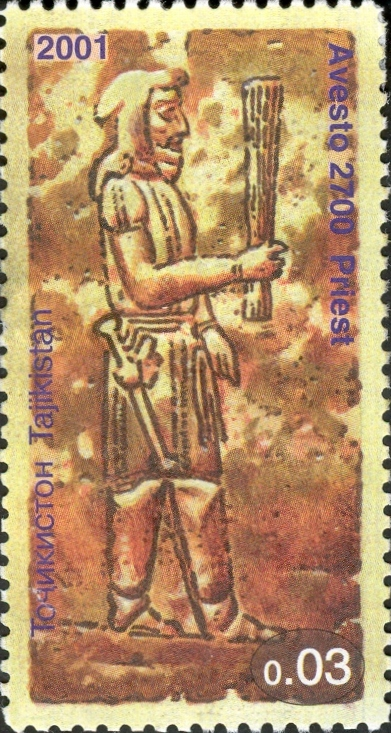
Zoroastro em selo postal do Tadjiquistão

Há muito tempo, nas estepes a perder de vista da Ásia Central, perto do Mar de Aral, havia uma pequena vila de casas de adobe onde vivia a família Spitama. Um dia, no sexto dia da primavera, um menino nasceu naquela família. A sua mãe e o seu pai decidiram dar-lhe o nome de Zaratustra. Ao nascer, Zaratustra não chorou; pelo contrário, riu sonoramente. As parteiras, vendo aquilo, admiraram-se, pois nunca tinham visto um bebê rir ao nascer.
Na vila havia um sacerdote que percebeu que aquele menino viria a ser um revolucionário do pensamento humano e que enfraqueceria o poder dos "donos" das religiões. Ele então decidiu tomar providências e procurou Pourushaspa, o pai de Zaratustra, com a seguinte conversa: "Pourushaspa Spitama, vim avisar-lhe. O seu filho é um mau sinal para a nossa vila porque riu ao nascer. Ele tem um demônio. Mate-o ou os deuses destruirão os seus cavalos e plantações. Onde já se viu rir ao nascer nesse mundo triste e escuro?! Os deuses estão furiosos!".
Pourushaspa não queria ferir o seu filho, mas o sacerdote insistiu e impôs uma prova.
Na manhã seguinte Pourushaspa fez uma grande fogueira e à frente de todos colocou Zaratustra no meio do fogo, mas ele não sofreu dano algum. O sacerdote ficou confuso.
Zaratustra foi levado então para um vale estreito e colocado no caminho de uma boiada de mil cabeças de gado, para ser pisoteado. O primeiro boi da boiada percebeu o menino e ficou parado sobre ele, protegendo-o, enquanto o resto passava ao lado e o bebê não sofreu um só arranhão. O sacerdote logo arquitetou outro plano. O menino Zaratustra foi colocado na toca de uma loba que, ao invés de devorá-lo, cuidou dele até que Dugdav, sua mãe, viesse buscá-lo. Diante de tantos prodígios o sacerdote ficou envergonhado e mudou-se da vila.
Ao crescer, Zaratustra peramburalava pelas estepes indagando-se: "Quem fez o sol e as estrelas do céu? Quem criou as águas e as plantas? E quem faz a lua crescer e minguar? Quem implantou nas pessoas a sua natural bondade e justiça?".
Um dia Zaratustra estava meditando às margens de um rio quando um ser estranho lhe apareceu. Ele era indescritível, tal a sua beleza e brilho. Zaratustra perguntou-lhe quem era ele, ao que teve como resposta: "Sou Vohu Mano, a Boa Mente. Vim buscá-lo". E tomou-lhe a mão e o levou para um lugar muito bonito, onde sete outros seres os esperavam.
A Boa Mente disse-lhe então: "Zaratustra, se você quiser, pode encontrar em você mesmo todas as respostas que tanto busca e também questões mais interessantes ainda. Aúra-Masda, deus que tudo cria e sustenta, assim escolheu partilhar a sua divindade com os seres que cria. Agora, sabendo disso, você pode anunciar essa mensagem libertadora a todas as pessoas."
Zaratustra contestou: "Por que eu? Não sou poderoso e nem tenho recursos!". Os outros seres responderam em coro: "Você tem tudo o que precisa, o que todos igualmente têm: Bons pensamentos, boas palavras e boas ações".
Zaratustra voltou para casa e contou a todos o que lhe acontecera. A sua família aceitou o que ele havia descoberto, mas os sacerdotes o rejeitaram. Eles argumentaram: "Se é assim nada há de especial em nosso serviço, nada valem nossos sacrifícios e perderemos o poder que nos dão os deuses ciumentos e caprichosos que servimos. Estamos sem trabalho e passaremos fome!". Decidiram, então, dar cabo da vida de Zaratustra.
Com sua boa mente ele entendeu que tinha que sair dali por uns tempos. Chamou seus vinte e dois companheiros e companheiras de primeira hora e fugiram com tudo o que tinham. Eles viajaram durante várias semanas até chegarem a um lugar cujo governante chamava-se Vishtaspa. Zaratustra procurou Vishtaspa e partilhou com ele a sua descoberta.
Vishtaspa respondeu ao seu apelo com uma recusa: "Por que haveria de crer nesse estranho? Meus deuses são, com certeza, mais poderosos que esse Aúra-Masda!".
Após dois anos tentando convencer Vistaspa, e enfrentando a mais cruel oposição, passando, inclusive, um tempo preso, um acidente com o cavalo de Vishtaspa ajudou a resolver a favor de Zaratustra esse impasse. À beira da morte, o cavalo tornou-se o pivô de todas as atenções. Vistaspa chamou sacerdotes, feiticeiros, médicos e sábios para salvar o seu cavalo. Juntos eles tentaram de tudo, inclusive oferecendo aos deuses dezenas de sacrifícios de outros cavalos. Além disso, brigaram entre si, fizeram intrigas, mas nada aconteceu, o cavalo de Vishtaspa só piorava. Zaratustra, que fora criado num ambiente rural, logo percebeu que ele fora envenenado. Procurando Vishtaspa ele sugeriu um remédio muito usado nesses casos em sua terra. Sem alternativas, embora descrente, Vishtaspa aceitou a ideia de Zaratustra e em dois dias seu cavalo estava de pé, sem sinal da doença.
Todos ficaram pasmados e acharam que Zaratustra tinha operado um milagre. Ele respondeu que havia apenas usado a sua boa mente e os conhecimentos que tinha adquirido em casa. Vishtaspa e sua família ficaram encantados com a honestidade e simplicidade de Zaratustra e dispuseram-se a ouvi-lo de novo, dessa vez com coração e mentes desarmados. Em pouco tempo não só Vishtaspa e sua família haviam sido iniciados, como também grande parte de seu povo.
Embora Zaratustra pudesse ter usado a ocasião da cura do cavalo de Vishtaspa para arrogar-se poderes sobrenaturais, ele preferiu ser sincero, e foi isso o que de facto mostrou a Vishtaspa a sublime beleza e profundidade da mensagem.

## Vida de Zaratustra
Dos 20 aos 30 anos, segundo narrativas que chegaram a nós, Zaratustra viveu quase sempre isolado, habitando no alto de uma montanha, em cavernas sagradas. Não ingeria nenhum alimento de origem animal. Em outros relatos, teria ido ao deserto, onde fora tentado por uma entidade maligna.
Após sete anos de solidão completa, regressou ao seu povo, e com a idade de trinta anos recebeu a revelação divina por meio de sete visões ou ideias.
Assim começou Zaratustra a sua missão aos trinta anos. Segundo os masdeístas, ele encontrou muita dificuldade para converter as pessoas à sua nova religião. Em dez anos de pregação teve somente um crente: o seu primo. Durante este período, o chamado de Zaratustra foi como uma voz no deserto. Ninguém o escutava. Ninguém o entendia.
Foi perseguido e hostilizado pelos sacerdotes e por toda a sorte de inimigos ao longo de dez anos. Os príncipes recusaram dar-lhe apoio e proteção e encarceraram-no porque a sua nova mensagem ameaçava a tradição e causava confusão nas mentes de seus súbditos. Com 40 anos, realizou milagres e preocupava-se com a instrução do povo. Converteu o rei Vishtaspa, que se tornou um fervoroso seguidor da religião por ele pregada, iniciando a verdadeira difusão dos ensinamentos de Zaratustra e de uma grande reforma religiosa.
Logo em seguida, a corte real seguiu os passos do rei e, mais tarde, o Masdeísmo chegou a ser a religião oficial da Pérsia. No império dos reis Sassânidas, principalmente no de Artaxes I (227), o chefe religioso era a segunda pessoa no Estado depois do imperador soberano, e este, inteiramente de acordo com o antigo costume, era admitido como divino ou semidivino, vivendo em particular intimidade com Aúra-Masda.
Aos 77 anos de idade ele teria morrido assassinado enquanto rezava no templo, diante do fogo sagrado. Segundo alguns relatos, o seu túmulo estaria em Persépolis.

## Cosmogonia

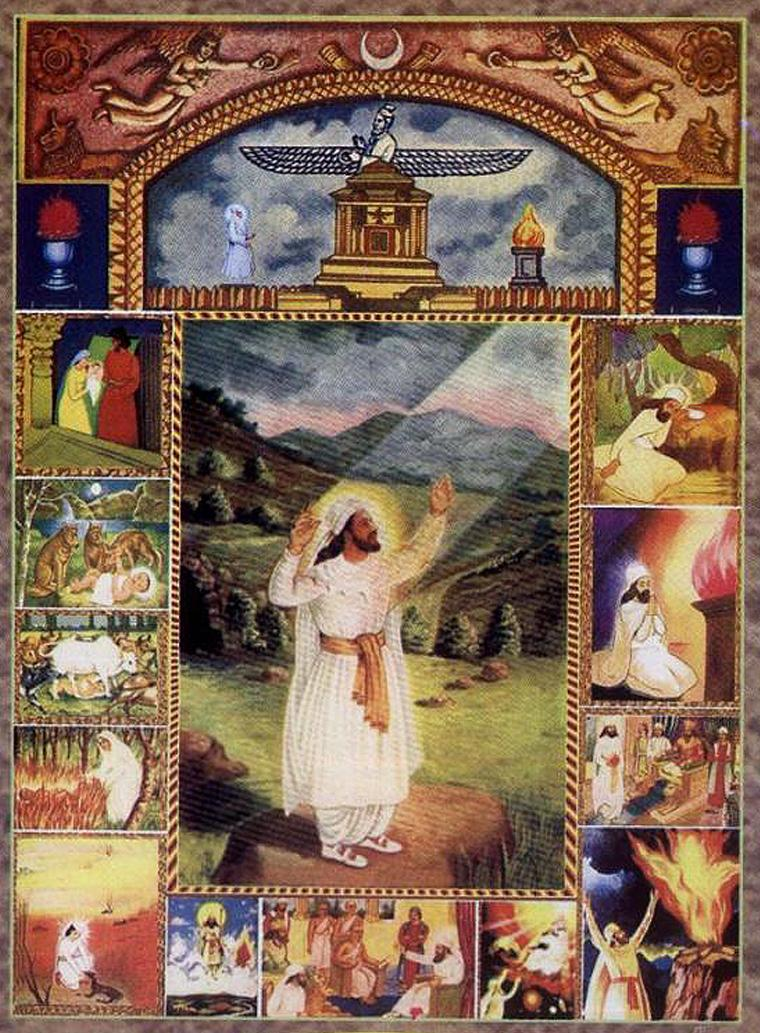
A arte devota zoroastriana apresenta o fundador da religião em roupas brancas e barba comprida

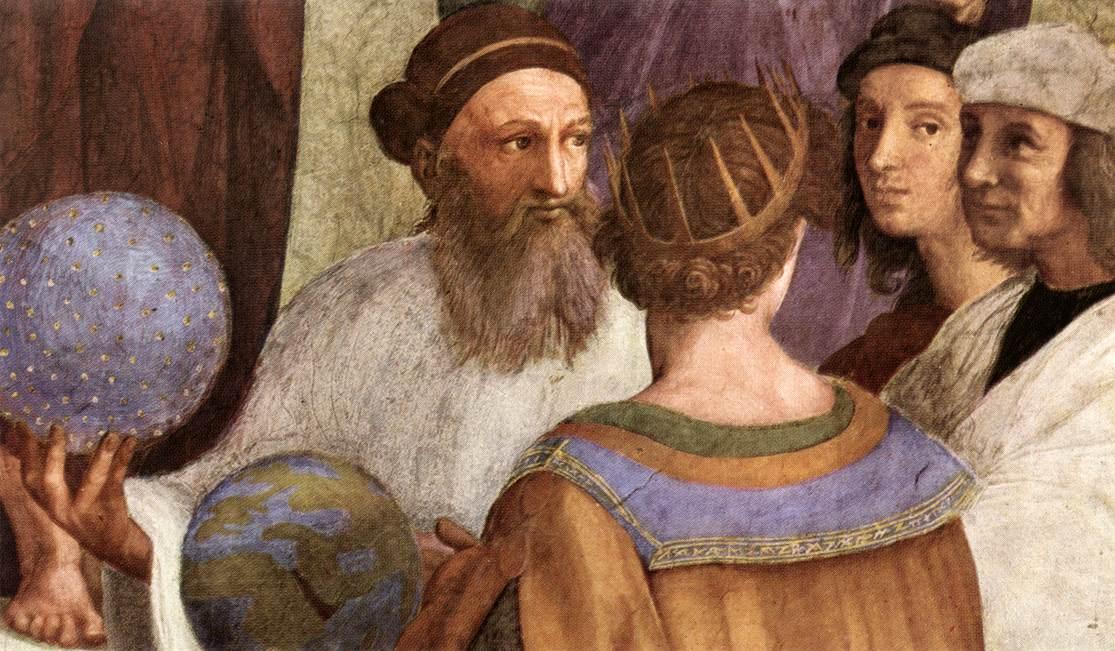
Representação de Zoroastro segurando a esfera celeste ao fundo, no afresco Escola de Atenas, de Rafael. No século III, o Zoroastrismo e as ideias de Zoroastro espalharam-se pelo Oriente Médio

Na doutrina zaratustriana, antes de o mundo existir, reinavam dois espíritos ou princípios antagónicos: os espíritos do Bem (Aúra-Masda, Espenta Mainiu, ou Ormuz) e do Mal (Arimã ou Angra Mainiu). Divindades menores, gênios e espíritos ajudavam Ormuz a governar o mundo e a combater Arimã e a legião do mal. Entre as divindades auxiliares, como consta no Avestá a mais importante era Mitra, um deus benéfico que exercia funções de juiz das almas. No final do século III, a religião de Mitra fundiu-se com cultos solares de procedência oriental, configurando-se no culto do Sol.
Arimã é representado como uma serpente. Criador de tudo que há de ruim (crime, mentira, dor, secas, trevas, doenças, pecados, entre outros), ele é o espírito hostil, destruidor, que vive no deserto entre sombras eternas. Aúra-Masda, no entanto, é o Criador original, organizador do mundo de modo perfeito.
Aúra-Masda é representado também como o divino Lavrador, o que mostra o enraizamento do culto na civilização agrícola, na qual o cultivo da terra era um dever sagrado. No plano cosmológico, contudo, ele é o criador do universo e da raça humana, com poderes para sustentar e prover todos os seres, na luz e na glória supremas.
Bem e Mal não são apenas valores morais reguladores da vida cotidiana dos humanos, mas são transfigurados em princípios cósmicos, em perpétua discórdia. A luta entre Bem e Mal origina todas as alternativas da vida do universo e da humanidade. A vitória definitiva de Aúra-Masda sobre Arimã só poderia ocorrer se Zaratustra conseguisse formar uma legião de seguidores e servidores, forte o bastante para vencer o Espírito Hostil, e expurgar o Mal do universo. Nesse sentido, Bem e Mal são princípios criadores e estruturadores do universo, que podem ser observados na natureza e encontram-se presentes na alma humana. A vida humana é uma luta incessante para atingir a bondade e a pureza, para vencer Angra Mainiu e toda a sua legião de demônios cuja vontade é destruir o mundo criado por Aúra-Masda.
A doutrina de Zaratustra é escatológica. De acordo com os seus preceitos, o mundo duraria doze mil anos. No fim de nove mil anos, ocorreria a segunda vinda de Zaratustra como um sinal e uma promessa de redenção final dos bons. Isso seria seguido do nascimento miraculoso do Saoshyant, semelhante ao Messias hebreu, cuja missão seria aperfeiçoar os bons para o fim do mundo, da história humana, enfim, para a vitória do Bem sobre as forças do Mal. A cada mil anos viria um profeta/messias (Saoshyant).
Assim, nos últimos três milênios, três Saoshyant preparariam a completude do grande ano cósmico. É neste sentido que Nietzsche menciona Zaratustra como aquele que compreendeu a História em toda a sua completude. Cada série de desenvolvimento da História seria presidida por um profeta, que teria seu hazar, seu reino de mil anos. O Zaratustra histórico, no entanto, anuncia a chegada do tempo em que surgirá da raça persa o Xá Barã, o Senhor Prometido, o Salvador do Mundo, o Grande Mensageiro da Paz.
No final dos tempos haveria o julgamento derradeiro de todas as almas e a ressurreição dos mortos. Não fica claro se o inferno tem duração eterna, se os maus se agitarão eternamente "nas trevas". Nos Gatas, cantos de Zaratustra, consta também que o mal poderia ser banido para sempre do universo, com o nascimento de um novo mundo, física e espiritualmente perfeito, aqui na Terra. Não seria possível, assim, a coexistência de um mundo físico degradado e um mundo hiperfísico perfeito.
Os gregos enfatizaram, no profeta persa, mais a astrologia e a cosmologia do que o dualismo moral. Para eles, Zoroastro é um ser mítico, um astrólogo, legendário fundador da seita dos magos. Os aspectos cosmológicos, soteriológicos (relativos à parte da Teologia que trata da salvação do homem), teológicos e morais do Masdeísmo estavam contidos nos pálavis (principalmente no Dencarda), livros baseados no Avestá. Mas esses textos estão perdidos.

## Moral
O dualismo cósmico e teogônico do Masdeísmo está intimamente relacionado ao dualismo moral. Zaratustra, com a sua mensagem divina, provocou uma verdadeira transformação no modo de pensar da sua civilização, contrariando o tradicional pensamento dos sábios de sua época. Sua mensagem baseava-se nos Gatas, cantos entoados com o objetivo de serem um guia para a humanidade – continham o triplo princípio de boa mente, boas palavras e boas ações. O Bem e o Mal, para Zaratustra, manifestam-se também na alma humana, e a única forma de poder organizar o mundo e a sociedade é estando o Bem acima do Mal. Este não traz contribuição alguma para a construção de uma vida boa, já que impossibilita uma relação equilibrada entre ser humano, sociedade, natureza e o ser.
Zaratustra propõe que o homem encontre o seu lugar no planeta de forma harmoniosa, buscando o equilíbrio com o meio (natural e social), respeitando e protegendo terra, água, ar, fogo e a comunidade. O cultivo de mente, palavras e ações boas é de livre escolha: o indivíduo deve decidir perante as circunstâncias que se apresentam em determinado fato. A boa deliberação, ou seja, uma boa reflexão a respeito de cada ação faz surgir uma responsabilidade social para colaborar com o projeto que Deus propôs ao mundo. Os seres humanos, portanto, possuem livre-arbítrio e são livres para pecar ou para praticar boas ações. Mas serão recompensados ou punidos na vida futura conforme a sua conduta.
Os principais mandamentos são: falar a verdade, cumprir com o prometido e não contrair dívidas. O homem deve tratar o outro da mesma forma que deseja ser tratado. Por isso, a regra de ouro do Masdeísmo é: "Age como gostarias que agissem contigo".
Entre as condutas proibidas destacavam-se a gula, o orgulho, a indolência, a cobiça, a ira, a luxúria, o adultério, o aborto, a calúnia e a dissipação. Cobrar juros a um integrante da religião era considerado o pior dos pecados. Reprovava-se duramente o acúmulo de riquezas.
As virtudes como justiça, retidão, cooperação, verdade e bondade, surgem com o princípio organizador de Deus Ascha, que só se pode manifestar com o esforço individual de cultivar a Tríplice Bondade. Esta prática do Bem leva ao bem-estar individual e, consequentemente, coletivo. A comunidade somente pode surgir quando o indivíduo se vê como autônomo, e desse modo pode descobrir o outro como pessoa. O ego é valorizado como fonte para o reconhecimento do próximo. Cultivado de forma sadia, o ego torna-se forte e poderoso para o homem observar a si próprio como membro da comunidade e capaz de contribuir para o bom relacionamento harmonioso com os outros seres.

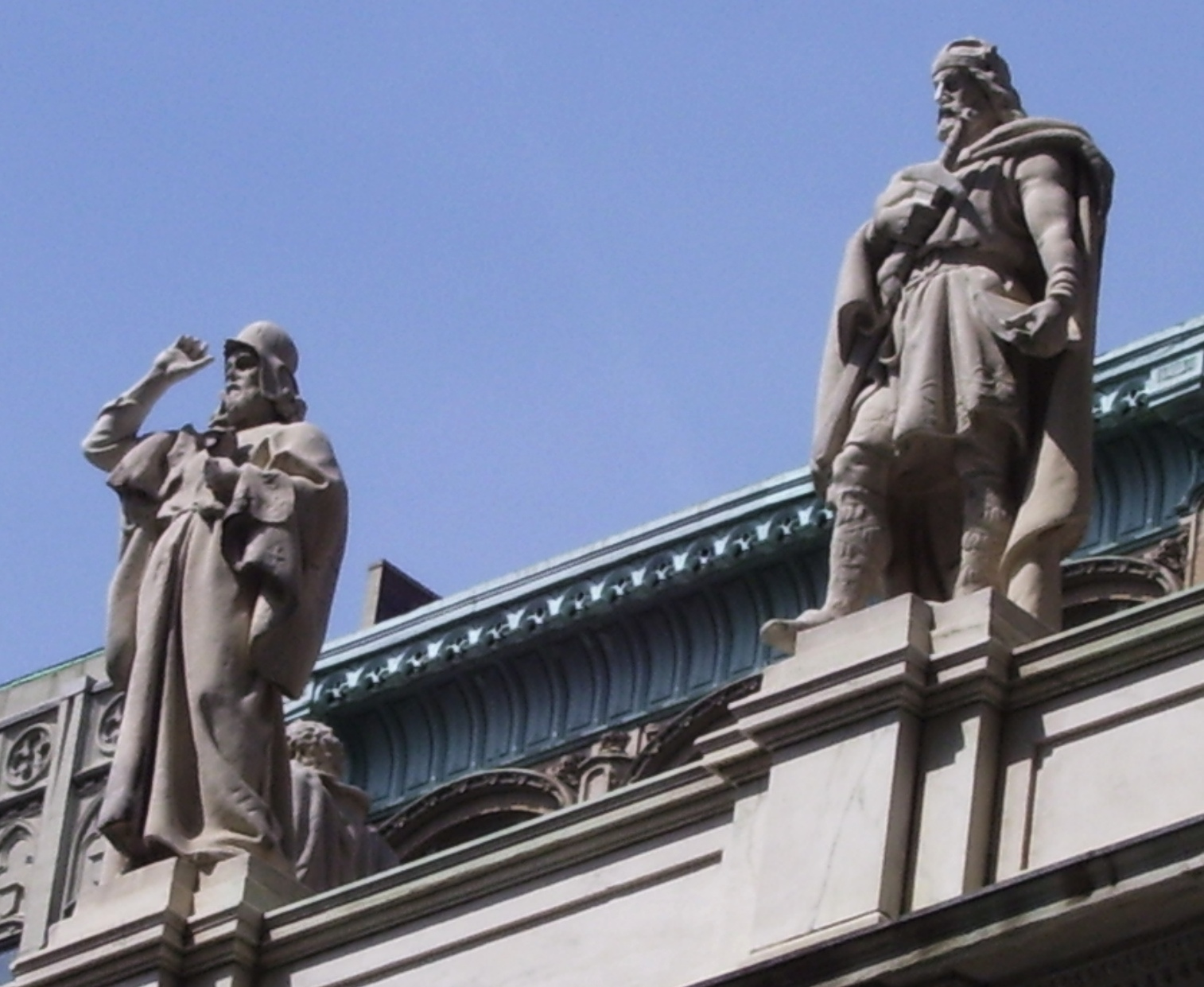
Zoroastro (esquerda) em pé sobre o Primeiro Departamento Judicial da Suprema Corte de Nova Iorque

Por isso, eram incentivadas as virtudes econômicas e políticas, entre elas a diligência, o respeito aos contratos, a obediência aos governantes, a procriação de uma prole numerosa e o cultivo da terra, como está expresso na frase: "Aquele que semeia o grão, semeia santidade". Havia também outras virtudes ou recomendações de Aúra-Masda: os homens devem ser fiéis, amar e auxiliar uns aos outros, amparar o pobre e ser hospitaleiros.
A doutrina original de Zaratustra opunha-se ao ascetismo. Era proibido infligir sofrimento a si, jejuar e mesmo suportar dores excessivas, visto o fato de essas práticas prejudicarem a alma e o corpo, e impedirem os seres humanos de exercerem os deveres de cultivar a terra e de procriar. Essas prescrições fomentavam a temperança e não a abstinência. Assim, as exortações e interdições destinavam-se a proporcionar aos homens uma boa conduta, além de reprimir os maus impulsos.

## Doutrina religiosa
As revelações e profecias de Zaratustra estão contidas nos Gatas, cinco hinos que formam a mais antiga parte do livro do Masdeísmo, o Avestá. Os Gatas datam do final do II milênio a.C. Foram escritos numa língua do nordeste do Irã, aparentada ao sânscrito, o avéstico gático. Originalmente, esses hinos eram transmitidos oralmente. Grande parte do Avestá original foi destruída, com a invasão de Alexandre Magno e com o domínio posterior do Islamismo. As escrituras sagradas do Masdeísmo, o Avestá ou Zendavestá, como se tornaram mais conhecidas no ocidente, significam "comentário sobre o conhecimento".
O Zoroastrismo é uma das religiões mais antigas e de mais longa duração da humanidade. Após o domínio Islâmico do Irã, o Masdeísmo passou a ser religião de uma minoria, que passou a ser perseguida pela nova religião hegemônica. Por isso, parte dos seguidores remanescentes migrou para o noroeste da Índia, onde foi estabelecida a comunidade Parsi. No Irã, permanece ainda a comunidade Zardusti. Atualmente, o número total de seguidores do Masdeísmo (Zoroastrismo) não chega a 120 mil, distribuídos em pequenas comunidades rurais. Por ser uma religião étnica, o Masdeísmo geralmente não permite a adesão de convertidos. Na atualidade há uma maior flexibilidade, devido à migração, à secularização e aos casamentos realizados entre etnias distintas.
Como já mencionado, a base da doutrina de Zaratustra é o dualismo Bem-Mal. O cerne da religião consiste em evitar o mal por intermédio de uma distinção rigorosa entre Bem e Mal. Além disso, é necessário cultivar a sabedoria e a virtude, por meio de sete ideais, personificados em sete espíritos, os Imortais Sagrados: o próprio Aúra-Masda, concebido como criador e espírito santo; Vohu Mano, o Espírito do Bem; Asa-Vaista, que simboliza a Retidão Suprema; Khsathra Varya, o Espírito do Governo Ideal; Espenta Armaiti, a Piedade Sagrada; Haurvatãt, a Perfeição; e Ameretãt, a Imortalidade. Estes deuses enfrentam constantemente as forças do Mal, os maus pensamentos, a mentira, a rebelião, a doença e a morte. O príncipe destas forças é Angra Mainiu, o Espírito Hostil, também conhecido como Arimã.
A adoração a Aúra-Masda ou Ormuz pode também ser chamada Mazdayasna (Adoração ao Sábio). O culto não requeria templos, pois Deus era representado pelo fogo, considerado sagrado e símbolo de pureza. A chama era mantida constantemente em altares, erguidos geralmente em lugares elevados das montanhas, onde se faziam oferendas. Os magos, detentores de segredos e de verdades reveladas, dirigiam os ritos e os cultos – são referidos na Bíblia, no Novo Testamento. O rei da Pérsia teria enviado a Israel sacerdotes do Zoroastrismo, que seguiram uma estrela até Belém, no intuito de encontrar o Salvador, ou Messias.
Zaratustra transmitira, aos magos e adeptos, os segredos e a verdade suprema que lhe foram revelados por Aúra-Masda por meio de um anjo chamado Vohu Manõ. Assim como o Cristianismo, o judaísmo e o islamismo, também no zoroastrismo a revelação divina é elemento essencial.
A religião Masdeísta diferencia-se das existentes até então não só pelo dualismo Bem–Mal, mas também pelo caráter escatológico. Entre os seus dogmas, estão a vinda do Messias, a ressurreição dos mortos, o julgamento final e a translação dos bons para o paraíso eterno. Inclui também a doutrina da imortalidade da alma e o seu julgamento.
Conforme os seus méritos ou pecados, elas iriam para o mundo dos justos (paraíso), para a mansão dos pesos iguais (purgatório) ou para a escuridão eterna (inferno). Não sepultavam, incineravam ou jogavam os mortos em rios, mas ficavam expostos em altas torres a céu aberto. Os corpos dos justos, salvos da destruição, secariam; já os dos injustos seriam devorados pelas aves de rapina. Desse modo, Zaratustra pode ser visto como um dos primeiros teólogos da história por ter erigido um sistema de fé religiosa desenvolvido e estruturado.
Enquanto religião ética, o Masdeísmo possuía a missão de purificar os costumes tradicionais de seu povo a fim de erradicar o politeísmo, o sacrifício de animais e a magia. Com isso, o culto poderia atingir uma dimensão ético-espiritual elevada. Zaratustra pregava que o esforço e o trabalho eram atos santos. Eis algumas frases ou ditos a ele atribuídos:
- "O que vale mais num trabalho é a dedicação do trabalhador".
- "O que lavra a terra com dedicação tem mais mérito religioso do que poderia obter com mil orações sem nada fazer".
- "Aquele que diz uma palavra injusta pode enganar o seu semelhante, mas não enganará a Deus."
- "Deus está sempre à tua porta, na pessoa dos teus irmãos de todo o mundo."
- "O que semeia milho, semeia a religião. Não trabalhar é um pecado."